# Guillermo Muñoz
Guillermo Muñoz (* 20. Oktober 1961 in Monterrey, Nuevo León) ist ein ehemaliger mexikanischer Fußballspieler auf der Position eines Verteidigers.

## Laufbahn
Muñoz stand zwischen 1984 und 1993 bei seinem Heimatverein CF Monterrey unter Vertrag und gehörte 1986 zum Kader der ersten Meistermannschaft in der Geschichte der Rayados, die das unmittelbar vor der Fußball-Weltmeisterschaft 1986 ausgetragene Torneo México 86 gewann. Zwischen 1993 und 1995 spielte er für den Club León, bevor er für die Saison 1995/96 in seine Heimatstadt zurückkehrte und seine aktive Laufbahn ausgerechnet beim Erzrivalen der Rayados, den Tigres de la U.A.N.L., ausklingen ließ.

## Titel
- Mexikanischer Meister: México 86